# John G. Avildsen
John Guilbert Avildsen (Oak Park, 21 dicembre 1935 – Los Angeles, 16 giugno 2017) è stato un regista, montatore e direttore della fotografia statunitense.
Divenne noto per aver diretto i film cult Rocky e Per vincere domani - The Karate Kid.

## Biografia
Nato a Oak Park, in Illinois, e figlio di Ivy (nata Guilbert) e Clarence John Avildsen, il regista statunitense inizia la sua carriera cinematografica come aiuto di Arthur Penn e Otto Preminger.
Si fa notare dietro la macchina da presa con il film a basso costo La guerra del cittadino Joe (1970), che riscuote un discreto successo al botteghino. Il successivo Salvate la tigre (1973) riceve tre nomination ai Premi Oscar, vincendone uno per il Miglior attore protagonista Jack Lemmon. Dopo essere stato inizialmente contattato per la regia di Serpico (1973) e de La febbre del sabato sera (1977), dovendo tuttavia abbandonare i progetti a causa di dissidi con i produttori, con Rocky (1976) Avildsen riscuote un successo planetario, vincendo tre Premi Oscar (Miglior Film, Miglior Regia e Miglior Montaggio) e lanciando come star l'allora esordiente Sylvester Stallone, anche autore della sceneggiatura.
Mentre Stallone prosegue la serie dedicata al pugile italoamericano anche come regista (l'autore originario tornerà a dirigerne soltanto un episodio nel 1990, Rocky V), Avildsen nel 1984 dirige Per vincere domani - The Karate Kid (1984), un film sportivo ambientato nel mondo delle arti marziali, in cui un anziano maestro di karate fa da guida ad un giovane americano. La pellicola ha avuto ben tre seguiti, dei quali il primo (Karate Kid II - La storia continua..., 1986) e il secondo (Karate Kid III - La sfida finale, 1989) sono stati diretti sempre da Avildsen. Di minor rilievo diversi altri film da lui diretti negli anni Ottanta, tra cui La formula (1980), I vicini di casa (1981) e Nudi in paradiso (1983).
Nel 2017 Derek Wayne Johnson ha diretto il documentario John G. Avildsen: King of the Underdogs, con interviste a Sylvester Stallone, Ralph Macchio, Martin Scorsese, Jerry Weintraub, Burt Reynolds e altri.
Avildsen è morto il 16 giugno dello stesso anno al Cedars-Sinai Medical Center di Los Angeles per tumore del pancreas, all'età di 81 anni. Ha avuto quattro figli, tra cui Ash (1981) che ha fondato la Sumerian Records, mentre Jonathan (1969) è apparso nei film del padre Karate Kid III - La sfida finale e Rocky V.

## Filmografia

### Regista

#### Cinema
- Light Sound Diffused (1965) - cortometraggio documentaristico
- Turn on to Love (1969)
- Ore 10 lezione di sesso (Guess What We Learned in School Today?) (1970)
- La guerra del cittadino Joe (Joe) (1970)
- Il PornOcchio (Cry Uncle!) (1971)
- Okay Bill (1971)
- The Stoolie (1972), co-regia con George Silano
- Salvate la tigre (Save the Tiger) (1973)
- Fore Play (1975), co-regia con Bruce Malmuth, Robert McCarty e Ralph Rosenblum
- Un uomo da buttare (W.W. and the Dixie Dancekings) (1975)
- Rocky (1976)
- Ballando lo slow nella grande città (Slow Dancing in the Big City) (1978)
- La formula (The Formula) (1980)
- I vicini di casa (Neighbors) (1981)
- Traveling Hopefully (1982) - documentario
- Nudi in paradiso (A Night in Heaven) (1983)
- Per vincere domani (The Karate Kid) (1984)
- Karate Kid II - La storia continua... (The Karate Kid Part II) (1986)
- Un'idea geniale (Happy New Year) (1987)
- Per gioco e... per amore (For Keeps?) (1988)
- Conta su di me (Lean on Me) (1989)
- Karate Kid III - La sfida finale (The Karate Kid Part III) (1989)
- Rocky V (1990)
- La forza del singolo (The Power of One) (1992)
- Otto secondi di gloria (8 Seconds) (1994)
- A Fine and Private Place (1998) - incompiuto
- Fino all'inferno (Inferno) (1999)[4]
- Let Love Last (2014) - cortometraggio

#### Televisione
- Murder Ink (1980) - serie TV

### Montaggio
- Light Sound Diffused (1965) - cortometraggio documentaristico
- Turn on to Love (1969)
- Ore 10 lezione di sesso (Guess What We Learned in School Today?) (1970)
- Il PornOcchio (Cry Uncle!) (1971)
- Okay Bill (1971)
- Ballando lo slow nella grande città (Slow Dancing in the Big City) (1978)
- Nudi in paradiso (A Night in Heaven) (1983)
- Per vincere domani - The Karate Kid (The Karate Kid) (1984)
- Karate Kid II - La storia continua... (The Karate Kid Part II) (1986)
- Per gioco e... per amore (For Keeps?) (1988)
- Conta su di me (Lean on Me) (1989)
- Karate Kid III - La sfida finale (The Karate Kid Part III) (1989)
- Rocky V (1990)
- La forza del singolo (The Power of One) (1992)

### Attore
- Greenwich Village Story, regia di Jack O'Connell (1963)
- American Satan, regia di Ash Avildsen (2017)

## Riconoscimenti
- Premio Oscar
  - 1977 – Miglior regista per Rocky
  - 1983 – Candidatura per il miglior cortometraggio documentario per Traveling Hopefully
- Golden Globe
  - 1977 – Candidatura per il miglior regista per Rocky
- British Academy Film Awards
  - 1978 – Candidatura per il miglior regista per Rocky
- Directors Guild of America Award
  - 1977 – Miglior regista cinematografico per Rocky
- Semana Internacional de Cine de Valladolid
  - 1977 – Candidatura alla Espiga de oro per Rocky
- Blue Ribbon Awards
  - 1978 – Miglior film in lingua straniera per Rocky